# Vital Chitolina
Vital Chitolina SCJ (ur. 3 stycznia 1954 w Tuparendi) – brazylijski duchowny rzymskokatolicki, od 2011 biskup Diamantino.

## Życiorys
Święcenia kapłańskie otrzymał 16 grudnia 1984 w zgromadzeniu sercanów. Po święceniach został wychowawcą i wykładowcą seminarium w Corupá, a następnie pracował w kilku zakonnych parafiach na terenie diecezji Sinop i Diamantino.
23 grudnia 1997 papież Jan Paweł II mianował go prałatem terytorialnym Paranatinga. Sakry biskupiej udzielił mu 19 kwietnia 1998 bp Estanislau Amadeu Kreutz.
28 grudnia 2011 został mianowany biskupem Diamantino.